# 3064 Ціммер
3064 Ціммер (3064 Zimmer) — астероїд головного поясу, відкритий 28 січня 1984 року.
Тіссеранів параметр щодо Юпітера — 3,482.